# گیل روزنبرگ
گیل یا گیلا (گیلیان چلسی کلاریسا) روزنبرگ (عبری: גיל רוזנברג‎ ; متولد ۱۹۸۳) یک زن اسرائیلی و اولین زن خارجی بود که به یگان‌های مدافع زنان در مبارزه با دولت اسلامی عراق و شام پیوست، و سپس در سطح بین‌المللی شناخته شد. اسلام گرایان مدعی شدند که روزنبرگ به گروگان داعش تبدیل شده‌است که منجر به پوشش مطبوعاتی قابل توجهی دربارهٔ او شد. این گزارش‌ها نادرست بود.

## اوایل زندگی
گیل روزنبرگ در کانادا به دنیا آمد و گزارش شده که اهل وایت راک، بریتیش کلمبیا است. او در یک دبیرستان یهودی در ونکوور و موسسه فناوری بریتیش کلمبیا (BCIT) تحصیل کرد. او به عنوان خلبان در هواپیمای مسافربری بوئینگ کار کرده بود.
روزنبرگ به اسرائیل نقل مکان کرد و همچنین تابعیت اسرائیل را بر اساس قانون بازگشت به دست آورد و در تل آویو زندگی می‌کرد. در اسرائیل روزنبرگ از سال ۲۰۰۶ تا 2008 به عنوان داوطلب به نیروهای دفاعی اسرائیل (IDF) پیوست و در فرماندهی جبهه داخلی اسرائیل خدمت کرد.

## محکومیت کیفری
در سال ۲۰۰۹، روزنبرگ دستگیر و به ایالات متحده تحویل داده شد و به شرکت در یک کلاهبرداری بخت آزمایی بازاریابی تلفنی اعتراف کرد. به عنوان بخشی از یک معامله، او در دادگاه فدرال منهتن به چهار سال زندان محکوم شد، اما قبل از اخراج از آمریکا و بازگشت به اسرائیل از محکومیت او کاسته شد.

## پیوستن به کردها
روزنبرگ به عنوان اولین زن خارجی که به کردها در نبرد با دولت اسلامی عراق و شام در سوریه یا عراق پیوست، توانست پوشش مطبوعاتی بین‌المللی را به دست آورد. بر اساس مصاحبه ای با صدای اسرائیل به نقل از جروزالم پست، او تصمیم گرفت به یگان‌های مدافع زنان، همتای زن مبارزان یگان‌های مدافع خلق(YPG) بپیوندد، به دلایل انسانی و ایدئولوژیک و «به دلیل اینکه آنها برادران ما هستند" که با شر می‌جنگند. ولادیمیر ون ویلگنبورگ، تحلیلگر بنیاد جیمزتاون گفت: «روزنبرگ در میان کردها بسیار محبوب است، به ویژه آنهایی که با مبارزات ملی اسرائیل همدردی می‌کنند، و این واقعیت که اسرائیلی ها/یهودیان توانستند کشور خود را ایجاد کنند، چیزی که ملی گرایان کرد آرزو دارند."
جروزالم پست اعلام کرد که پس از بازگشت به اسرائیل، او دستگیر و محاکمه خواهد شد، همان‌طور که چند عرب اسرائیلی که به داعش پیوستند و متعاقباً به اسرائیل بازگشتند، دستگیر و محاکمه خواهد شد. این روزنامه خاطرنشان کرد که روزنبرگ همچنین با پرواز به عراق، کشوری دشمن، که شهروندان اسرائیلی از ورود به آن ممنوع هستند، قوانین اسرائیل را زیر پا گذاشته‌است. دولت اسرائیل همچنین افرادی را که قصد جنگ علیه رئیس‌جمهور سوریه بشار اسد را داشتند، سرکوب کرده بود.
در کانادا، وزیر امنیت عمومی، استیون بلنی، اظهار داشت که در حالی که دولت "با شهروندی که مایل به شرکت در نبرد برای آزادی و کمک به قربانیان جنایات وحشیانه است، مخالفت نمی‌کند.
در اواخر نوامبر ۲۰۱۴، شبه‌نظامیان در رسانه‌های اجتماعی ادعا کردند که روزنبرگ به همراه چند مبارز زن دیگر احتمالاً در جریان محاصره کوبانی توسط داعش دستگیر شده‌است. این را مقامات کرد تکذیب کردند و گفتند که او در نزدیکی کوبانی نبوده‌است. روزنبرگ در ۱ دسامبر صفحه فیس بوک خود را به روز کرد و گفت که او در امان است. اگر او دستگیر می‌شد، پس از استیون ساتلاف، روزنامه‌نگار آمریکایی-اسرائیلی، دومین شهروند اسرائیلی و اولین کانادایی بود که توسط داعش گروگان گرفته شده بود. همچنین گمانه زنی‌هایی وجود داشت که اگر او دستگیر شده بود، کانادا ممکن بود عملیات نجاتی را برای رهایی او انجام دهد.

## بازگشت به اسرائیل
گیل روزنبرگ در ۱۲ ژوئیه ۲۰۱۵ پس از ۶ ماه اقامت در سوریه و عراق به اسرائیل بازگشت.